# Cristóbal Bencomo y Rodríguez

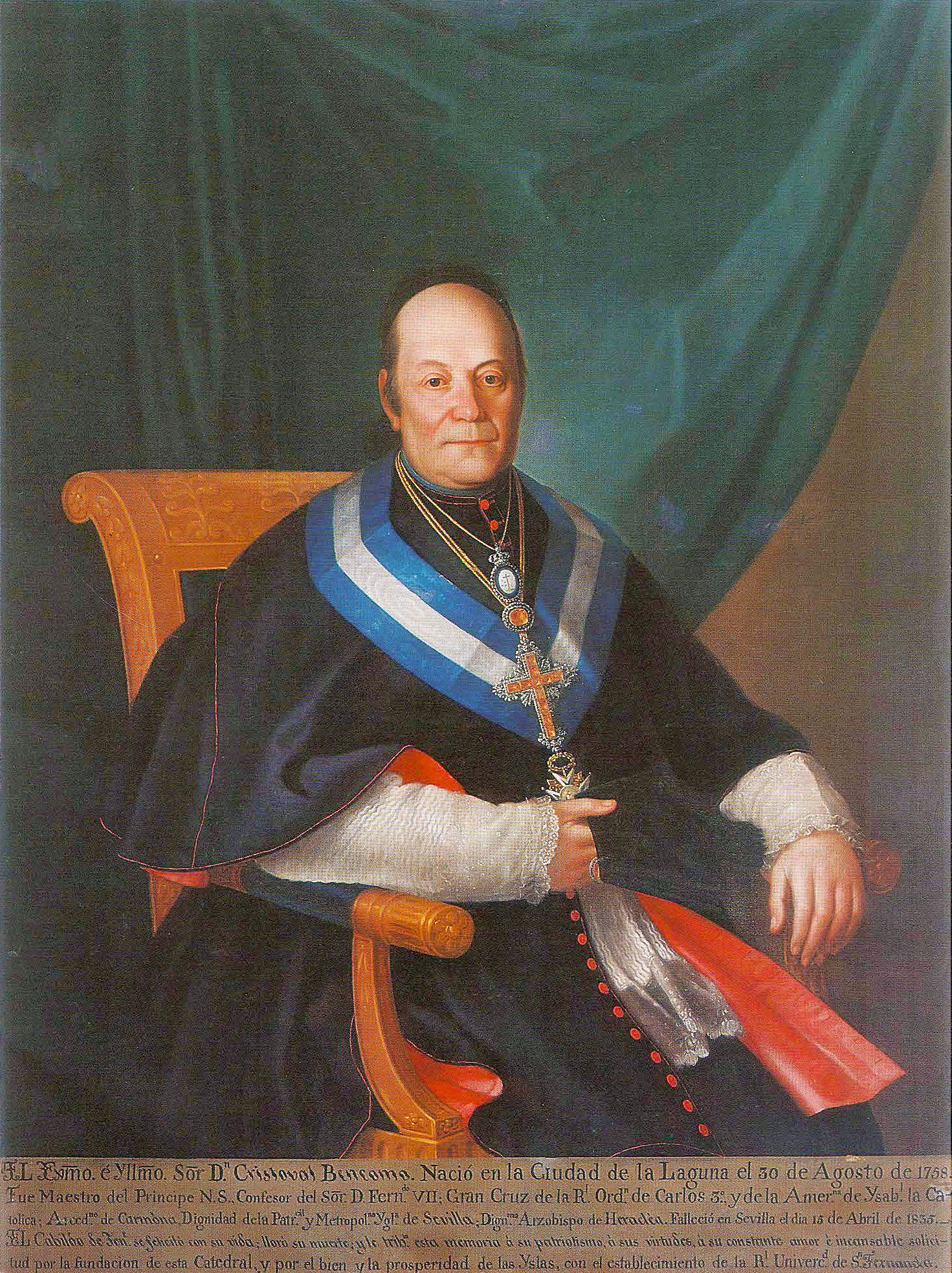
Cristóbal Bencomo y Rodríguez, Luis de la Cruz

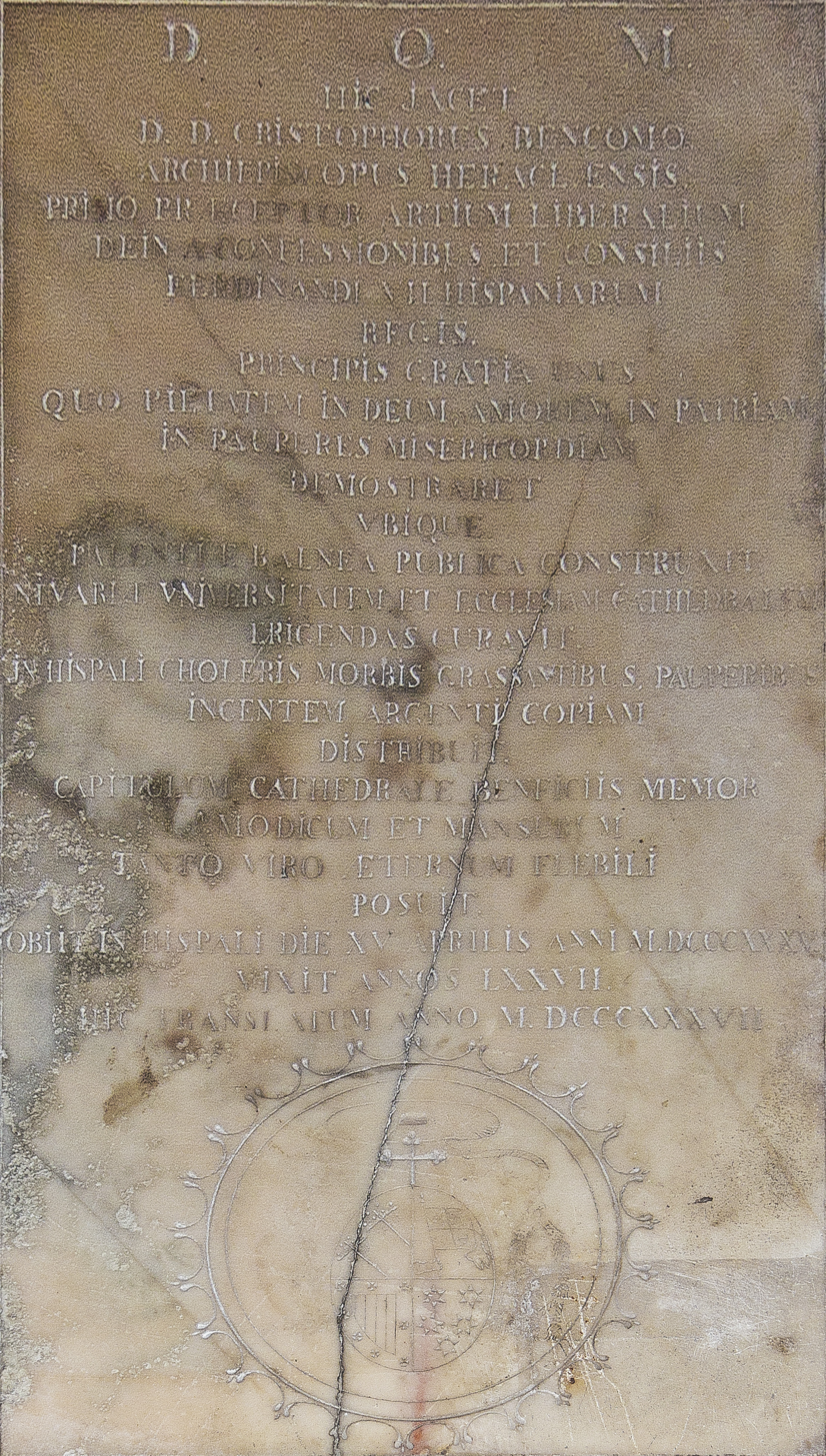
Grabplatte in der Kathedrale von La Laguna

Cristóbal Bencomo y Rodríguez (* 30. August 1758 in San Cristóbal de La Laguna, Teneriffa, Spanien; † 15. April 1835 in Sevilla) war römisch-katholischer Titularerzbischof und Beichtvater des Königs Ferdinand VII. von Spanien.

## Familie
Die Eltern von Cristóbal Bencomo y Rodríguez waren Francisco Braulio Bencomo und Bárbara Rodríguez Fleitas. Der Name Bencomo geht zurück auf den Mencey (Guanchenfürsten) der in der Schlacht von Aguere 1495 getötet wurde.  Cristóbal Bencomo hatte zwei ältere Brüder, Pedro José und Santiago die beide Kleriker waren.

## Berufliche Entwicklung
Er besuchte die Schule im Franziskanerkloster San Miguel de las Victorias seiner Heimatstadt. Nach der Priesterweihe ging er 1784 nach Madrid, um dort seine Sprachstudien der lateinischen und griechischen Sprache fortzusetzen. Im Jahr 1793 ernannte König Karl IV. ihn zum Lehrer für Philosophie und Politik der „Caballeros Pajes“ einer Hofschule für die Söhne des Hochadels. 1796 wurde Cristóbal Bencomo Lateinlehrer des damaligen Fürsten von Asturien, des späteren Königs Ferdinand VII. Im Jahr 1800 machte Ferdinand ihn auch zu seinem Beichtvater.
Während der Zeit der Gefangenschaft Ferdinands in Frankreich 1808–1814 und der Herrschaft Joseph Bonapartes in Spanien lebte Cristóbal Bencomo auf den Kanarischen Inseln. Nach der Rückkehr Ferdinands rief er Cristóbal Bencomo wieder nach Madrid. Dieser wurde dort Mitglied des „Consejo de Cámara de Castilla“ (Kronrat). 1815 wurde ihm das Großkreuz des Ordens Karls III. verliehen. Im November 1817 ernannt ihn Papst Pius VII. zum Titularerzbischof von Heraclea.
In den von französischen Truppen besetzten Teilen Spaniens wurde die Spanische Inquisition 1808, in den nicht besetzten Teilen 1813 aufgelöst. Bei seiner Rückkehr aus dem französischen Exil im Jahr 1814 setzte König Ferdinand VII. die Inquisition wieder ein. 1818, nach dem Tod des Bischofs von Almería Francisco Javier Mier Campillo der seit 1814 Großinquisitor war, wollte Ferdinand dem Papst Cristóbal Bencomo als dessen Nachfolger vorschlagen. Da Bencomo das Amt ablehnte, wurde Jerónimo Castillón y Salas letzten Großinquisitor der Spanischen Inquisition.
Im Jahr 1822 ging Cristóbal Bencomo nach Sevilla. Er übernahm dort als Mitglied des Domkapitels das Archidiakonat von Carmona (Andalusien). Am 15. April 1835 starb er und wurde vorübergehend in Sevilla beigesetzt. Sein Leichnam wurde 1837 nach La Laguna überführt. Dort liegt sein Grab, mit einer schlichten Grabplatte, auf der rechten Seite des Altarraums der Kathedrale.

## Einsatz für San Cristóbal de La Laguna

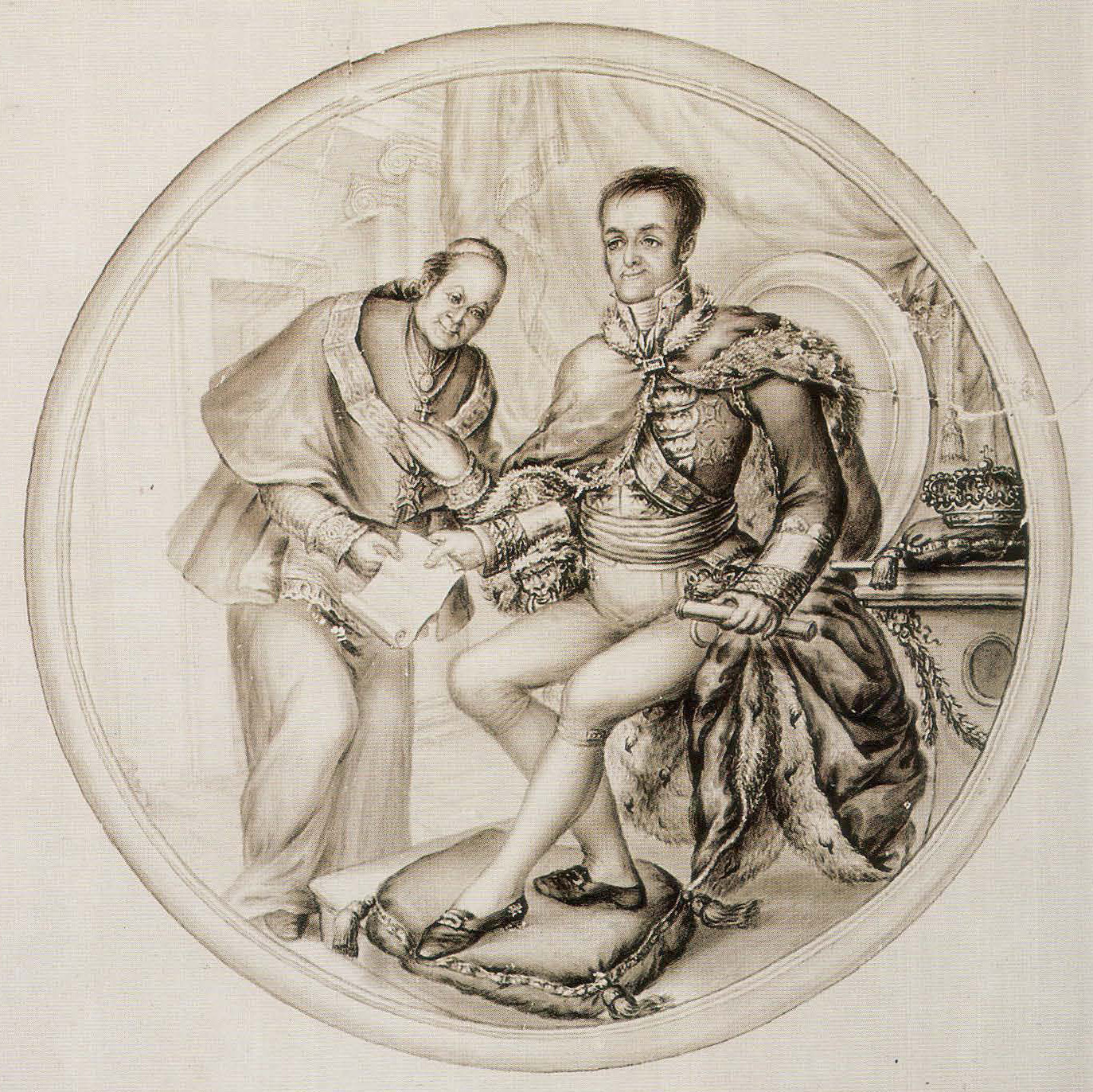
König Ferdinand übergibt dem Erzbischof Bencomo die päpstlichen Bullen zur Einrichtung des Bistums San Cristóbal de La Laguna, Juan Abreu ca. 1830

Der Turm und die Eingangsfassade der Gemeindekirche Nuestra Señora de los Remedios, der heutigen Kathedrale von San Cristóbal de La Laguna, waren zu Beginn des 19. Jahrhunderts einsturzgefährdet.
Cristóbal Bencomo y Rodríguez und seine Brüder Pedro José und Santiago waren in dieser Kirche getauft worden. Sie kümmerten sich um die Planung der Renovierungsarbeiten. Es ergab sich, dass das Gebäude eine neue Fassade auf der Westseite benötigte. Die Brüder beschafften Pläne der Kathedrale von Pamplona als Vorlage für die Baupläne. Pedro Bencomo überwachte die Bauarbeiten an dem Neubau der Fassade und kam für die fehlenden Mittel aus der eigenen Kasse auf. Als er starb, machte Cristóbal Bencomo dem Domkapitel das Angebot für die Baukosten aufzukommen wenn die Mitglieder einen weiteren festen Satz (in Naturalien) beisteuern würden. Die Fassade der heutigen Kathedrale von San Cristóbal de la Laguna ist zu einem großen Teil aus persönlichen Mitteln der Brüder Bencomo finanziert worden.
Die Neugründung einer Universität in San Cristóbal de La Laguna durch ein Gesetz des Königs Karl IV. vom Jahr 1792 ist weitgehend der Aktivität Cristóbal Bencomos zu verdanken. Auch der erneute Versuch einer Universitätsgründung im Jahr 1816 durch ein Dekret des Königs Ferdinand VII. ist auf den Einfluss Bencomos zurückzuführen.
Die Kanarischen Inseln bildeten seit 1351 ein einziges Bistum. Der Bischofssitz war seit 1483 Las Palmas de Gran Canaria. Bereits Alonso Fernández de Lugo bat 1513 Königin Johanna beim Papst die Errichtung einer Diözese auf Teneriffa zu beantragen. In der Sitzung der Cortes von Cádiz am 6. September 1813 beantragten die drei Abgeordneten Teneriffas die Schaffung einer Diözese die die westlichen Inseln umfassen sollte.  Am 14. Dezember 1818 bat König Ferdinand VII. den Papst Pius VII. um die Errichtung eines neuen Bistums durch die Teilung des Bistums der Kanarischen Inseln in einen östlichen und einen westlichen Teil. Es wird angenommen, dass die Entscheidung des Königs stark von Cristóbal Bencomo beeinflusst wurde, der seine Stellung am Hof für die Interessen seine Heimatstadt nutzte. Der Papst entsprach am 1. Februar 1819 der Bitte des Königs und schuf das Bistum San Cristóbal de La Laguna, das aus den Inseln Teneriffa, La Palma, La Gomera und El Hierro besteht.
Cristóbal Bencomo y Rodríguez vererbte dem Domkapitel der Kathedrale von La Laguna sein Bibliothek mit etwa 13.000 Büchern.

## Literarische Werke
- Instituciones Filosóficas para la enseñanza del Príncipe
- Carta a una señorita que le participó su estado de matrimonio (1804)
- Informe presentado a S.M. sobre el establecimiento de la Universidad en Canarias (1816)

Er übersetzte das Neue Testament aus dem Griechischen ins Spanische und auch die Texte Sueño de Luciano und Tabla de Cebes. Er schrieb mehrere Lehrbriefe.